# 泉州公交11路
泉州公交11路及11路复线是中华人民共和国泉州市境内的两条公共交通线路，全程45.7及51.9公里。起讫点均为客运中心站至罗溪，本线运营时间为双向6:10-19:00，复线运营时间为客运中心站：6:31-18:30；罗溪：6:17-18:40。

## 历史

### 11路本线
- 1969年10月，泉州市人民汽车公司（原泉州公交公司在文革期间的名称，公交集团前身）开通罗溪专线。该线为河市专线（现10路）的延伸线，在河市之前的走向与河市专线一致，过河市后继续经由县道，途径马甲开往罗溪始发终到
- 1985年4月，因中山路、东街实行大客车通行禁令，罗溪专线取消途径中山北路、东街，改为途径温陵北路至温陵公交站始发终到[1]
- 1994年，泉州公交将罗溪专线编为11路，并更换为13部峨眉牌小巴。运营时间调整为温陵公交站6:10-17:40、罗溪6:10-17:35[2]
- 2000年，11路更换为13部星王ZA6780型汽油无空调公路客车
- 2004年1月1日，11路更换为12部亚星JS6730C66型柴油空调公路客车
- 2004年1月8日，11路执行最后一次春运期间价格上浮。票价调整为：分段票价为：公交车站至霞美路口1元/人，霞美路口至双阳2.5元/人，双阳至河市1元/人，河市至马甲2元/人，马甲至罗溪3元/人，全程8.5元/人，2月19日恢复原有票价[3]
- 2005年1月26日，因客源纠纷，11路车队于马甲镇双溪口遭遇来自罗马客运专线的围堵，造成11路运营中断5小时。当日12点，11路恢复运营[4]
- 2005年2月，11路车队增购3部亚星JS6730C66[5]
- 2005年8月1日，因温陵公交站拆除，11路自该日起取消途径东湖街、温陵路、温陵公交站。改为途径田安路、宝洲街、刺桐南路、泉秀街至客运中心站始发终到[6]，运营时间调整为客运中心站6:10-18:00、罗溪6:00-17:40[7]
- 2008年1月21日，因优化调整，11路自该日起取消途径宝洲街、田安路、东湖街。往罗溪方向改为途径津淮街、坪山路至仕公岭后原线行驶，往中心站方向则直行坪山路至客运中心站。[8]
- 2008年3月1日，11路全线车辆再一次遭遇来自罗马客运专线的围堵，造成11路全线运营中断8小时。当日下午4时，11路恢复运营[9]
- 2010年7月，因沈海高速过坑跨线桥被自燃的油罐车烧毁需要进行重建施工，11路取消途径城华北路，改为途径城东街、安吉路至万虹路后原线行驶
- 2010年8月21日，11路恢复途径途径城华北路，取消途径城东街、安吉路[10]
- 2010年11月，11路接手并更换自36（现K307路）退下的13部大金龙XMQ6762NEG3型柴油空调公交车
- 2011年2月19日，因津淮高架桥施工需要，11路取消途径津淮街、坪山路（云谷工业区至农校段），改为途径刺桐北路、丰泽街至大坪山公园后原线行驶
- 2011年11月23日，因坪山路辅道管道施工需要，11路双向改道途径津淮高架桥，取消途径坪山路辅路[11]
- 2012年2月28日，11路取消途径津淮高架桥，改为途径坪山路辅路行驶[12]
- 2012年5月18日，11路取消途径朋虹街、阳光路，改为途径万虹路行驶[13]
- 2012年7月2日，因坪山路改造后，11路途径坪山下穿道后难以停靠原有的泉州农校站点，泉州公交于农校天桥下方增设临时停靠点以方便11路停靠[14]
- 2013年4月23日，11路启用无人售票制度，票价不变
- 2014年3月11日，因北迎宾大道火烧桥高架建设需要，11路取消停靠火烧桥站
- 2014年11月1日，11路接手并更换自36路退下的16部福达FZ6106UF63型柴油空调公交车
- 2016年3月24日，因北迎宾大道改造完成后未预留华大北门（北侧）站台，11路临时单向取消停靠华大北门（北侧）至2018年。[15]
- 2018年5月22日，11路接手并更换自32路、35路等线路退下的16部FZ6890UF3G3型柴油空调公交车，原有FZ6106UF63封存
- 2018年11月，11路全线与K502路互换车辆，11路接手更换自K502路退下的10部金旅XML6855JEVW0C及6部大金龙XMQ6802AGBEVL2型空调电动巴士，原有FZ6890UF3G3互换至K502路，配车数不变。
- 2020年1月27日，为配合洛江区交通局关于新型冠状病毒肺炎防控要求。11路自当日首班起暂停运行至2月8日。
- 2020年2月9日，应市政府要求。11路恢复运营。运营时间不变，发车间隔调整为半小时一班。
- 2020年2月18日，11路恢复原有发班密度。
- 2020年7月1日，11路本线双向末班时间由18:00/18:10延长至19:00发车，其余不变。[16]
- 2022年3月14日，受客运中心站划为疫情封控区影响，11路自该日起暂停运营至4月17日。[17][18]
- 2022年4月18日，11路再次恢复运营.[19]
- 2022年8月5日，11路自该日起增停西环路口站，取消停靠仕公岭站。同日，因泉州东站即将于兴泉铁路通车后拆除，原火车东站更名为黄林新村站。
- 2022年12月27日，受万虹路河市段拓宽改造影响，11路往客运中心站方向临时取消停靠河市中学站。
- 2024年10月25日，因万虹路新庵岭段拓宽改造，11路自该日起双向取消途径下倪至新庵村等站。改为途径双阳中路、经九路、西环路至西环路口站后原线行驶，分段点由河市站调整为埔边站。[20]
- 2025年1月10日，11路更换3部大金龙XMQ6106AGBEVL37型空调电动巴士，原配3部XMQ6802AGBEVL2闲置。
- 2025年1月21日，11路再次更换18部XMQ6106AGBEVL37，原配13部XML6855JEVW0C闲置。同日，因新车车身过高，沈海高速跨万虹路桥预留高度不足，11路自该日起双向取消停靠杏宅路口站。

### 11路复线
- 2019年10月31日，市道管处批复11路复线开线申请。单独途经路段为洛江西环路、东环路，其余同本线一致。[21]
- 2019年11月8日，市发改委批复11路复线票价规则。[22]同日，市公交集团发布开通11路复线的预告。[23]
- 2019年11月19日，11路复线正式开通。初期运行区间为客运中心站-西环路-东环路-罗溪。初期运行时间为客运中心站：6:31-17:50；罗溪：6:17-17:33。全程票价¥7.0/人，使用车辆为5部金旅XML6855JEVW0C型空调电动巴士。[24]
- 2020年1月27日，为配合洛江区交通局关于新型冠状病毒肺炎防控要求。11路复线自当日首班起暂停运行至2月17日。
- 2020年2月18日，11路复线恢复运营。
- 2022年2月13日，自该日起11路复线取消途径坪山加油站、城华南路、城华北路。改为途径安吉路至万虹路口后原线行驶，并增停垵内村站。运营时间调整为客运中心站：6:31-17:56、罗溪：6:20-18:00。运营里程变更为51.9公里。[25][26]
- 2022年3月14日，受客运中心站划为疫情封控区影响，11路复线自该日起暂停运营至4月17日。
- 2022年4月18日，11路复线再次恢复运营。
- 2022年8月5日，11路复线自该日起双向增停坛顶村、西环路口站。[27][28]
- 2022年12月30日，自该日起11路复线双向增停双滨街口站。[29]
- 2023年9月25日，自该日起11路复线双向增停彭殊村站。[30]
- 2023年10月16日，自该日起11路复线运营时间调整为罗溪6:17-18:40，客运中心站6:31-18:30，其它不变。

## 站点

### 本线
| 路线 | 路线 | 路线 | 所在地区、街道 | 所在地区、街道          | 站点名           | 备注                      |
| ---- | ---- | ---- | -------------- | ----------------------- | ---------------- | ------------------------- |
|      |      |      | 丰泽区         | 泉秀街                  | 客运中心站       | 起讫站                    |
|      |      |      | 丰泽区         | 泉秀街                  | 客运中心站南门   | ↓                         |
|      |      |      | 丰泽区         | 刺桐南路                | 公路一公司       | ↓                         |
|      |      |      | 丰泽区         | 刺桐南路                | 东美街口         | ↓                         |
|      |      |      | 丰泽区         | 津淮街                  | 东美小区         | ↓                         |
|      |      |      | 丰泽区         | 津淮街                  | 丰泽区政府       | ↓                         |
|      |      |      | 丰泽区         | 坪山路                  | 客运中心站东门   | ↑                         |
|      |      |      | 丰泽区         | 坪山路                  | 妙云街口         | ↑ 原名 丰泽区行政服务中心 |
|      |      |      | 丰泽区         | 坪山路                  | 云谷工业区       |                           |
|      |      |      | 丰泽区         | 坪山路                  | 泉州农校         |                           |
|      |      |      | 丰泽区         | 坪山路                  | 坪山加油站       | ↑                         |
|      |      |      | 丰泽区         | 城华南路 （北迎宾大道） | 明日广场         | 分段点                    |
|      |      |      | 丰泽区         | 城华南路 （北迎宾大道） | 黄林新村         | 原名 火车东站             |
|      |      |      | 丰泽区         | 城华南路 （北迎宾大道） | 火烧桥           | 华大电商园                |
|      |      |      | 丰泽区         | 城华北路 （北迎宾大道） | 华侨大学         |                           |
|      |      |      | 丰泽区         | 城华北路 （北迎宾大道） | 华大北门         |                           |
|      |      |      | 洛江区         | 城华北路 （北迎宾大道） | 洛江交警大队     |                           |
|      |      |      | 洛江区         | 万虹路                  | 万虹路口         |                           |
|      |      |      | 洛江区         | 万虹路                  | 洛江外国语学校   | 原名 塘西                 |
|      |      |      | 洛江区         | 万虹路                  | 洛江消防大队     |                           |
|      |      |      | 洛江区         | 万虹路                  | 塘西社区         |                           |
|      |      |      | 洛江区         | 万虹路                  | 新南路口         | 原名 万鸿医院             |
|      |      |      | 洛江区         | 万虹路                  | 室仔前           |                           |
|      |      |      | 洛江区         | 万虹路                  | 南山社区         |                           |
|      |      |      | 洛江区         | 万虹路                  | 南山             |                           |
|      |      |      | 洛江区         | 万虹路                  | 新田             |                           |
|      |      |      | 洛江区         | 万虹路                  | 白叶             |                           |
|      |      |      | 洛江区         | 万虹路                  | 洛江公共文化中心 |                           |
|      |      |      | 洛江区         | 万虹路                  | 南方科技学校     | 原名 莲村                 |
|      |      |      | 洛江区         | 万虹路                  | 前洋社区路口     | 分段点                    |
|      |      |      | 洛江区         | 万虹路                  | 高厝             |                           |
|      |      |      | 洛江区         | 万虹路                  | 梧宅路口         |                           |
|      |      |      | 洛江区         | 万虹路                  | 河市工商所       |                           |
|      |      |      | 洛江区         | 双阳中路                | 埔边             | 分段点（临时）            |
|      |      |      | 洛江区         | 万虹路 X304             | 西环路口         |                           |
|      |      |      | 洛江区         | 万虹路 X304             | 仰大附中         |                           |
|      |      |      | 洛江区         | 万虹路 X304             | 马甲交警中队     | 前往仰恩大学在此下车      |
|      |      |      | 洛江区         | 万虹路 X304             | 泉州仙公山       |                           |
|      |      |      | 洛江区         | 万虹路 X304             | 马甲             | 分段点                    |
|      |      |      | 洛江区         | 万虹路 X304             | 马甲中心小学     |                           |
|      |      |      | 洛江区         | 万虹路 X304             | 马甲农贸市场     |                           |
|      |      |      | 洛江区         | 万虹路 X304             | 潘内             |                           |
|      |      |      | 洛江区         | 万虹路 X304             | 大厅埔           |                           |
|      |      |      | 洛江区         | 万虹路 X304             | 炉田             |                           |
|      |      |      | 洛江区         | 万虹路 X304             | 双溪口           |                           |
|      |      |      | 洛江区         | 万虹路 X304             | 义山             |                           |
|      |      |      | 洛江区         | 万虹路 X304             | 路岭             |                           |
|      |      |      | 洛江区         | 万虹路 X304             | 格外             |                           |
|      |      |      | 洛江区         | 万虹路 X304             | 建兴             |                           |
|      |      |      | 洛江区         | 万虹路 X304             | 垵内村           |                           |
|      |      |      | 洛江区         | 万虹路 X304             | 尾铺             | 原名 三合村               |
|      |      |      | 洛江区         | 万虹路 X304             | 柏山村           |                           |
|      |      |      | 洛江区         | 万虹路 X304             | 罗溪             | 起讫站 302路在此转乘      |

### 复线
下表仅列出首末站及复线单独途经的路段及站点
客运中心站至泉州农校、万虹路口至新田、仰大附中至垵内村途径站点与本线相同。
| 路线 | 路线 | 路线 | 所在地区、街道 | 所在地区、街道 | 站点名         | 备注                        |
| ---- | ---- | ---- | -------------- | -------------- | -------------- | --------------------------- |
|      |      |      | 丰泽区         | 泉秀街         | 客运中心站     | 起讫站                      |
|      |      |      | 丰泽区         | 安吉路         | 边防小区       | 原名 坪山洞东侧             |
|      |      |      | 丰泽区         | 安吉路         | 山海路口       | ↓                           |
|      |      |      | 丰泽区         | 安吉路         | 东星           |                             |
|      |      |      | 丰泽区         | 安吉路         | 埭头           |                             |
|      |      |      | 丰泽区         | 安吉路         | 前头           |                             |
|      |      |      | 丰泽区         | 安吉路         | 青莲寺         | 原名 浔美                   |
|      |      |      | 丰泽区         | 安吉路         | 世界城东门     |                             |
|      |      |      | 丰泽区         | 安吉路         | 海峡体育中心   |                             |
|      |      |      | 丰泽区         | 安吉路         | 金凤屿路口     |                             |
|      |      |      | 丰泽区         | 安吉路         | 医高专         |                             |
|      |      |      | 洛江区         | 安吉路         | 景明花园       |                             |
|      |      |      | 洛江区         | 安吉路         | 洛江交通局     |                             |
|      |      |      | 洛江区         | 安吉路         | 吉源小区       |                             |
|      |      |      | 洛江区         | 阳光南路       | 工业区路口     |                             |
|      |      |      | 洛江区         | 阳光南路       | 双阳街道办事处 |                             |
|      |      |      | 洛江区         | 阳光北路       | 双阳中学       |                             |
|      |      |      | 洛江区         | 阳光北路       | 双滨街口       |                             |
|      |      |      | 洛江区         | 阳光北路       | 仕林坑         |                             |
|      |      |      | 洛江区         | 阳光北路       | 黑峰山         |                             |
|      |      |      | 洛江区         | 西环路         | 坛顶村         |                             |
|      |      |      | 洛江区         | 西环路         | 五台寺         |                             |
|      |      |      | 洛江区         | 西环路         | 智能装备产业园 |                             |
|      |      |      | 洛江区         | 西环路         | 蛟南村         |                             |
|      |      |      | 洛江区         | 西环路         | 溪井村         |                             |
|      |      |      | 洛江区         | 西环路         | 南塘           |                             |
|      |      |      | 洛江区         | 西环路         | 青后           |                             |
|      |      |      | 洛江区         | 西环路         | 彭殊村         |                             |
|      |      |      | 洛江区         | 西环路         | 八柱           |                             |
|      |      |      | 洛江区         | 东环路         | 八峰路口       |                             |
|      |      |      | 洛江区         | 东环路         | 溪内           |                             |
|      |      |      | 洛江区         | 东环路         | 东环工业区     |                             |
|      |      |      | 洛江区         | 东环路         | 奕聪中学       |                             |
|      |      |      | 洛江区         | 万虹路         | 罗溪           | 起讫站 306路、307路在此转乘 |

## 票价
11路本线为分段计价，票价¥7.0，其中：
- 客运中心站至明日广场：1元/人
- 明日广场至前洋社区路口：2元/人
- 前洋社区路口至埔边：1元/人
- 埔边至马甲：1.5元/人
- 马甲至罗溪：3元/人

11路复线为分段计价，票价¥7.0，其中：
- 客运中心站至万虹路口：1元/人
- 万虹路口至双阳街道办事处：1元/人
- 双阳街道办事处至马甲：2元/人
- 马甲至建兴：2元/人
- 建兴至罗溪：1元/人

- 泉通卡普通卡9折，月票卡优惠无效，敬老卡、爱心卡有效。
- 可使用泉城通APP及支付宝、云闪付、微信乘车码支付

## 配车
11路配车数总计21部，其中：
- 大金龙XMQ6106AGBEVL37 21部

- ZA6780
（2000 - 2003.12）
- 亚星JS6730C66
（2004.1 - 2010.11）
- 大金龙XMQ6762NEG3
（2010.11 - 2014.10）
- 福达FZ6106UF63
（2014.10 - 2018.5）
- 福达FZ6890UF3G3
（2018.5 - 2018.11）
- 金旅XML6855JEVW0C
（2018.11 - 2025.1）
- 大金龙XMQ6802AGBEVL2
（2018.11 - 2025.1）
- 大金龙XMQ6106AGBEVL37
（2025.1 - ）

11路复线配车8部，其中：
- 金旅XML6855JEVW0C  5部
- 大金龙XMQ6802AGBEVL2 3部

- 金旅XML6855JEVW0C
（2019.11 - ）
- 大金龙XMQ6802AGBEVL2
（2020.7 - ）

## 相关
- 泉州公交线路列表